# Новоколосовский сельсовет
Новоколосовский сельсовет (бел. Навако́ласаўскі сельсавет) — административная единица на территории Столбцовского района Минской области Республики Беларусь.

## История
Новоколосовский сельский Совет образован 31 января 2007 года.

## Демография
В 2015 году на территории сельсовета зарегистрировано 891 домохозяйств в двух населенных пунктах, в которых проживает 1997 человек.

## Состав
Новоколосовский сельсовет включает 2 населённых пункта:
- Колосово — посёлок.
- Новоколосово — посёлок образованный в 1954 году, как военная часть Столбцы-2.

## Социально-культурная сфера
- Колосовская врачебная амбулатория.
- ГУО "Колосовская средняя школа"
- ГУО "Колосовские ясли - сад"
- ГУК "Новоколосовский центр культуры"
- ГУО "Колосовская школа искусств"